# Vivir de Amor
Vivir de amor é uma telenovela mexicana produzida por Salvador Mejía Alejandre para TelevisaUnivision e exibida pelo Las Estrellas de 29 de janeiro a 26 de julho de 2024, substituindo Nadie como tú e sendo substituída por El ángel de Aurora. É um remake baseado na telenovela portuguesa Laços de Sangue, produzida em 2010. 
Protagonizada por Kimberly Dos Ramos, Emmanuel Palomares, Juan Diego Covarrubias e Mariluz Bermúdez e antagonizada por Gala Montes, Joshua Gutiérrez, Bárbara Islas, Roberto Romano, Mauricio García-Muela e Krizia Preciado e atuações estelares de Isadora González, Isabel Madow, Mauricio Aspe, Malillany Marín, Adanely Núñez, Marco León, Patricio José e Mirta Renée e participações dos primeiros atores Eugenia Cauduro, René Strickler, Amairani, Magda Karina e Eric del Castillo.

## Sinopse
Há 20 anos, a família Olmo sofreu o sequestro da filha Frida. O pai da menina morre ao enfrentar os criminosos. A polícia não consegue encontrar a menor e a considera morta. Eles ignoram que a menor conseguiu fugir e se cruza no caminho de Alma e Antonio, que acabam de enterrar a filha Rebeca. Dada a profunda dor da perda, eles decidem ficar com Frida e fazê-la passar por Rebeca, sua filha morta.
Rebeca cresce em um ambiente humilde que detesta e ao saber sua verdadeira origem, decide se vingar de sua família de sangue, pensando que a abandonaram à própria sorte. Sua raiva se concentra em sua irmã Angelli, a quem ela inveja por ter tido uma vida com todos os luxos que lhe faltavam, e que também acaba de anunciar seu noivado com o rico e atraente empresário José Emilio Aranda Rivero Cuéllar. 
Don Emilio, o patriarca da família Rivero Cuéllar, sofre um derrame ao descobrir que seu neto Misael cometeu uma fraude multimilionária na empresa e José Emilio deve salvá-la da falência.
A maldade de Rebeca e Misael enfrentará a nobreza e o temperamento justo de José Emilio e Angelli, que terão que lutar com o coração nas mãos para defender seu amor, e combater com a verdade as mentiras que ameaçam destruí-los.

## Elenco
- Kimberly Dos Ramos - Angelli del Olmo Sandoval de Aranda[7]
- Gala Montes - Frida del Olmo Sandoval / Rebeca Sánchez Trejo de Aranda[8]
- Emmanuel Palomares - José Emilio Aranda Rivero Cuéllar / José Emilio Pastrana Rivero Cuéllar[9]
- Juan Diego Covarrubias - Luciano Garza Treviño
- Joshua Gutiérrez - Misael Pastrana Rivero Cuéllar / Misael Aranda Rivero Cuéllar
- Eugenia Cauduro - Cristina Rivero Cuéllar/ de Pastrana / de Aranda
- René Strickler - Adolfo Pastrana
- Bárbara Islas - Doris Mendoza / Doris Cienfuegos Mendoza
- Mariluz Bermúdez - Fátima Aranda Rivero Cuéllar
- Amairani - Elena Sandoval del Olmo
- Magda Karina - Alma Trejo de Sánchez
- Isadora González - Gildarda «Gi» Corcuera de Cienfuegos
- Isabel Madow - Wanda Carmín
- Mauricio Aspe - Armando Cienfuegos[10]
- Malillany Marín - Jimena Díaz
- Adanely Núñez - Guadalupe Méndez Trejo de Farias
- Roberto Romano - Bruno Fonseca[11]
- Mauricio García-Muela - Iker Beltrán
- Krizia Preciado - Romina Castillo
- Marco León - Sebastián Briseño
- Patricio José - Renato Esquivel
- Mirta Renée - Marisa García de Jiménez
- Fidel Zizumbo - Santiago del Olmo Sandoval
- Renata Chacón - Matilde Garza Castillo
- Alessio Valentini - Lucas Farías Méndez
- Mateo Camacho - Gabriel Álvarez
- Paola Hasany - Sandra Fernández
- Leo Casta - Brayan Maldonado
- Orlando Santana - Guillermo "Memo"
- Emilio Palacios - Ramiro López
- Yael Fernández - Axel
- André Sebastián González - Pedro "Pedrito" Pastrana Carmín
- Regis - Dolores "Lolis" Jiménez García
- Emi Ducoing - Javier "Javi" Garza Castillo
- Alessandro Islas - David Beltrán Díaz
- Eric del Castillo - Don Emilio Rivero Cuéllar
- Christian de la Campa - Ulises del Olmo
- Josselyn Garciglia - Dulce Aranda Rivero Cuéllar de Briseño
- Francisco Gattorno - Antonio Sánchez
- Enrique Montaño - Luis Farías
- Perla Corona - Agente Perla Corral
- Manuel Riguezza - Carmelo Jiménez
- Marcelo Buquet - Mauricio Aranda
- Milia Nader - La Pinky
- Gerardo Arturo - Primitivo
- Ruth Rosas - Petra
- Fernando Robles - Domingo Álvarez
- Laura Sotelo - Gabriela
- Rodrigo Franco - Benito
- Patricia Calzada - Francisca "Panchita"
- Julio Herrera - Antonio Sánchez (Jovem)
- Paulina de Labra
- Jackie Sauza - Julia
- Alex Guevara - Lic. Vászuez
- Gabriela Spanic - Mónica Rivero Cuéllar de Pastrana

## Produção

### Desenvolvimento
No dia 31 de agosto de 2023, foi anunciado que Salvador Mejía havia iniciado a pré-produção de sua próxima novela. As filmagens da novela começaram em 6 de novembro de 2023.

### Fundição
No dia 9 de outubro de 2023, Gabriela Spanic, Amairani, Magda Karina, Eugenia Cauduro, Francisco Gattorno e Eric del Castillo foram anunciados como parte do elenco. Em 11 de outubro de 2023, Emmanuel Palomares foi confirmado no papel principal. Em 17 de outubro de 2023, Kimberly Dos Ramos foi anunciada para estrelar ao lado de Palomares, com Gala Montes e Josh Gutiérrez sendo escalados como os antagonistas da história.

## Audiência
| Horário               | # Eps. | Estreia               | Estreia           | Final               | Final           | Posição | Temporada | Classificação geral |
| Horário               | # Eps. | Data                  | Primeiro capítulo | Data                | Último capítulo | Posição | Temporada | Classificação geral |
| --------------------- | ------ | --------------------- | ----------------- | ------------------- | --------------- | ------- | --------- | ------------------- |
| Segunda – Sexta 16h30 | 130    | 29 de janeiro de 2024 | 2.2               | 26 de julho de 2024 | 4.5             | #1      | 2024      | 2.6                 |

## Exibição Internacional
| Pais                 | T´tulo             | Emissora         |
| -------------------- | ------------------ | ---------------- |
| Estados Unidos       | Vivir de Amor      | Univision        |
| República Dominicana | Vivir de Amor      | Telemicro        |
| Venezuela            | Vivir de Amor      | Televen          |
| Panamá               | Vivir de Amor      | TVN              |
| Hungria              | Élő a szerelemből  | TV2              |
| Quênia               | Living for Love    | Citizen TV       |
| Gana                 | Living for Love    | UTV              |
| Roménia              | Vivir de Amor      | AcasăTV          |
| Israel               | חיים מאהבה         | Viva Premium     |
| França               | Les liens du Coeur | La Première RTBF |